# Vladimirovskoje (Adygejsko)
Vladimirovskoje je sídlo vesnického typu (selo) v Giaginském rajónu Adygejské republiky Ruské federace. Je součástí Kelermesského vesnického okresu.
Nachází se v jižní části Giaginského rajónu, na pravém břehu řeky Ulka. Je vzdáleno 5 km jihovýchodně od centra vesnického okresu stanice Kelermesskaja, 15 km jihovýchodně od centra rajónu stanice Giaginskaja a 23 km severovýchodně od města Majkop.
Sídlo vzniklo roku 1924.
Má tři ulice: Vesjolaja, Centralnaja a Širokaja.